# Mantra speciosa
Mantra speciosa is een eenoogkreeftjessoort uit de familie van de Mantridae. De wetenschappelijke naam van de soort is voor het eerst geldig gepubliceerd in 1934 door Leigh-Sharpe.